# 阿勒达拉
35°20′55″S 150°28′4″E / 35.34861°S 150.46778°E阿勒达拉（英語：Ulladulla），又稱乌拉杜拉、猶拉杜拉，是澳大利亚新南威尔士州的一个沿海城镇，行政上隸屬於肖尔黑文市。阿勒达拉位于悉尼以南约230公里的太子公路上。第一位白人定居者是托馬斯·肯德爾牧师。